# Ein gewisser General Bonaparte
Ein gewisser General Bonaparte ist ein britisch-amerikanischer Spielfilm aus dem Jahr 1972. Der Film beschreibt das Ende des Lebens Napoleon Bonapartes auf St. Helena und beinhaltet ein frei erfundenes politisches Komplott.

## Handlung
Nach seiner Niederlage in der Schlacht von Waterloo ergibt sich Kaiser Napoleon Bonaparte den Briten. Diese verbannen ihn auf die entlegene Atlantikinsel St. Helena. Der Film zeichnet eine psychologische Charakterstudie des Mannes, der einst der mächtigste Herrscher Europas war und nun den Rest seines Lebens unter teils demütigenden Umständen auf einer winzigen Insel als Gefangener verbringen muss. Nach einem gescheiterten Fluchtversuch bietet ihm die britische Regierung an, nach Frankreich zurückzukehren und dort wieder die Macht zu übernehmen- wenn auch mit strikten Auflagen seitens der Briten. Die britische Regierung ist beunruhigt über die instabile Lage Frankreichs. Als Napoleon aufbrechen will, werden bei ihm Symptome von Magenkrebs deutlich. Die britische Regierung zieht ihr Angebot zurück und lässt ihn auf St. Helena als Gefangenen sterben.

## Produktionsnotizen
- Der Film wurde 1970 in Jugoslawien gedreht.
- Die Rolle des General Gourgaud ist von einem afro-amerikanischen Schauspieler, Moses Gunn, gespielt. Der echte General Gourgaud war weiß.
- Im Film empfängt Hudson Lowe Napoleon bei dessen Ankunft. In Wirklichkeit traf Napoleon im Dezember 1815 auf St. Helena ein und Lowe erst im April 1816.

## Kritik
Eine Kritik in der New York Times lobte das Spiel Gielguds und Williams’ kritisierte jedoch die Dialoge zwischen Napoleon und seiner Geliebten.